# Język ontong java
Język ontong java, także: luangiua (a. luaniua, leuangiua), lord howe – język z grupy polinezyjskiej języków austronezyjskich używany w prowincji Malaita na Wyspach Salomona. Posługują się nim mieszkańcy atolu Ontong Java. Według danych z 1999 roku mówi nim blisko 2400 osób.